# Estació de Can Llobet
Can Llobet és una estació de ferrocarril en projecte que s'ubicarà a l'est del nucli urbà de Barberà del Vallès, a la comarca del Vallès Occidental. A l'estació hi pararan trens de la futura línia Orbital Ferroviària (LOF), i se situarà al barri Parc d'Europa, al costat dels barris de la Romànica, el barri Parc Central i el barri Eixample - Can Llobet. Donarà servei a la població de la zona.

## Serveis ferroviaris
| Rodalia de Barcelona   |         |               |              |                        |
| Procedència/Destinació | <       | Línia         | >            | Procedència/Destinació |
| Projectat              |         |               |              |                        |
| Mataró                 | Santiga | Línia Orbital | Sabadell Sud | Vilanova i la Geltrú   |